# Dschani Beg

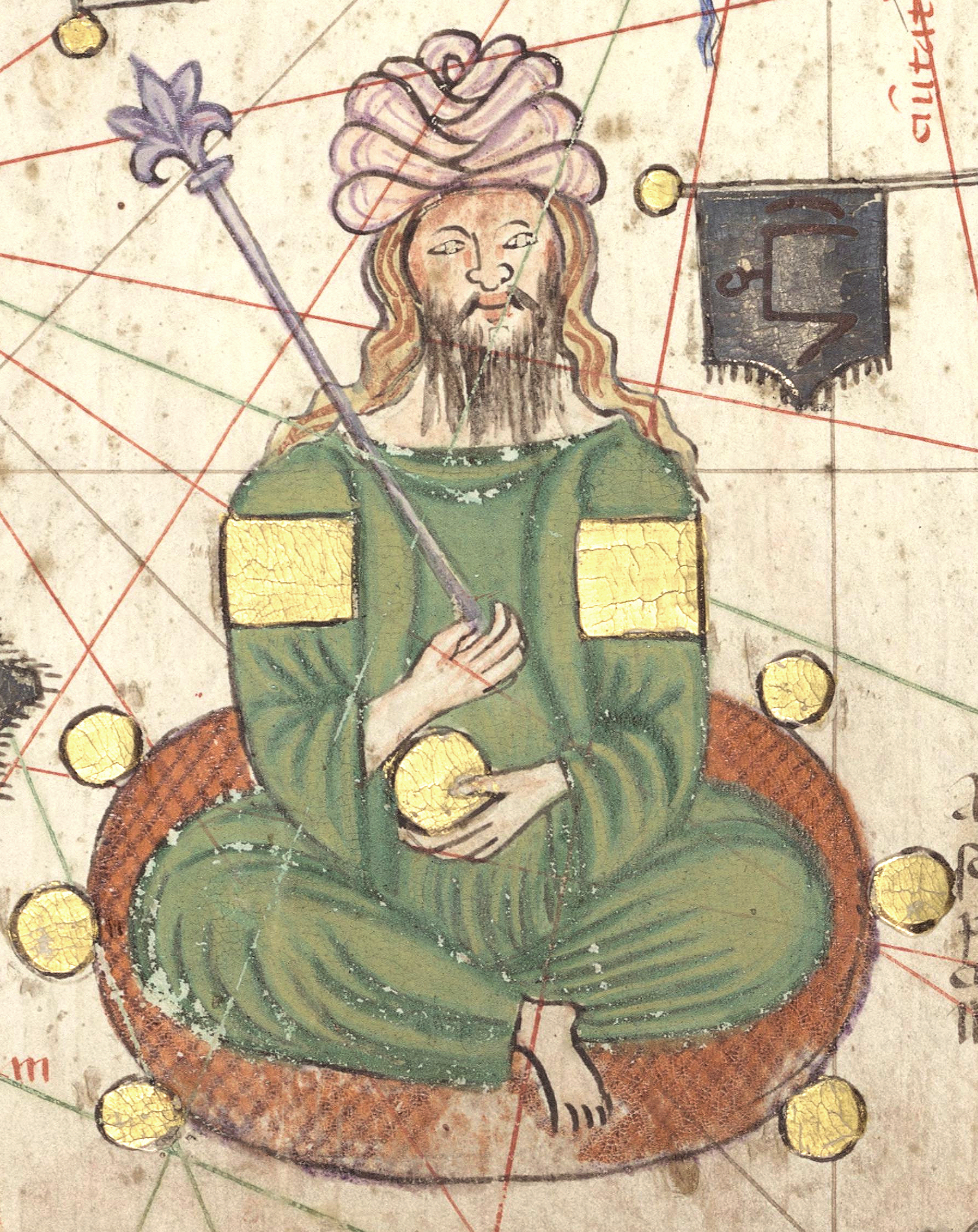
Dschani Beg

Dschani Beg (persisch جانی بیگ, DMG Ğānī Big) oder Dschanibek, in englischen Transkriptionen vor allem Janiberg  oder Janibeg († 1357), war Khan der Goldenen Horde zwischen 1342 und seinem Tod 1357, der letzte legitime Herrscher dieses Staates.
Als Sohn Usbek Khans kam er nach dem Tod seines Vaters und der Beseitigung zweier Brüder in (Neu-)Sarai an die Macht. Er gilt trotz des Brudermordes als gerecht, gottesfürchtig und Verdienste ermutigend. Vor allem versammelte er die Gelehrten um sich und förderte sie.
Unter seiner Regierung wurde die Goldene Horde von der Großen Pest 1346–49 arg in Mitleidenschaft gezogen. Der Krim-Handel und die Gesandtentätigkeit nach Ägypten gingen stark zurück. Trotzdem war Dschani Beg nicht tatenlos: In Russland untergrub er die Vormachtstellung Simeons von Moskau durch die Umverteilung der Steuererhebung, die den Aufstieg des Großfürstentums Moskau ermöglicht hatte. Der Khan hatte offenbar mit inneren Verfallserscheinungen zu kämpfen, denn es gab Anzeichen für abweichende Bündnispolitik untergeordneter Tartarenfürsten gegenüber Polen und Litauen (1356). Kurz vor seinem Tod besetzte Dschani Beg noch das bei seinen Vorgängern heißbegehrte Täbriz, zog sich aber eilig nach Sarai zurück, wo er 1357 verstarb.
Sein Sohn Berdi Beg versuchte sich durch viele Brudermorde an der Macht zu halten, wurde aber 1359 vergiftet, so dass die Goldene Horde auseinanderbrach und sich der Emir Mamai in den Vordergrund spielte.